# Daniel Borzewski
Daniel Borzewski, występujący także jako DaNN i Aniel (ur. 17 sierpnia 1996 w Warszawie) – polski tancerz, fotomodel i piosenkarz. Mister Polski 2019.

## Życiorys
Jest synem Beaty i Sławomira Borzewskich. Ma siostrę, Karolinę. Dorastał w Nowym Radzikowie. Uczył się w Szkole Muzyki i Tańca „Nutka” w Płońsku.
Jako tancerz specjalizuje się w stylu street dance. Występował w formacji tanecznej TV Project, z którą . Do 2021 był także członkiem formacji tanecznej Grupy Volt i był tancerzem Egurrola Dance Agency. 6 listopada 2019 zdobył tytuł Mistera Polski. W maju 2021 zatańczył podczas występu Rafała Brzozowskiego w półfinale 65. Konkursu Piosenki Eurowizji w Rotterdamie, a w sierpniu tego samego roku reprezentował Polskę w wyborach Mistera Supranational 2021. W 2022 wydał singiel „Baila”, który nagrał z Kasjanem. W 2023 wystąpił w kampanii reklamowej produktów spożywczych Łowicz, został prowadzącym program Top Dance Chart w telewizji Music Box Polska, wydał singiel „Tańcz” i dotarł do półfinału 14. edycji programu typu talent show The Voice of Poland w TVP2. W 2025 z utworem „777” dotarł do półfinału programu Una Voce Per San Marino 2025 wyłaniającego reprezentanta San Marino w 69. Konkursie Piosenki Eurowizji.